# Ceracis cornifer
Ceracis cornifer là một loài bọ cánh cứng trong họ Ciidae. Loài này được Mellié miêu tả khoa học năm 1849.